# Ljungskile SK
Ljungskile SK er en svensk fodboldklub, som spiller i den tredjebedste svenske række, Division 1. Klubben blev grundlagt i 1926 og har hjemsted i byen Ljungskile, der har 3.500 indbyggere.
Klubben spillede i 1990 i den svenske række Division 5, og rykkede i 1990'erne løbende op gennem rækkerne, indtil de i 1997 nåede den bedste svenske række Allsvenskan. Klubben opnåede dog kun en enkelt sæson i den bedste række. Klubben rykkede atter op i Allsvenskan, hvor de spillede 2008-sæsonen, men rykkede igen ned. 

## Danske spillere
Ingen

## Kendte spillere
- Ulf Ottosson